# Agostino Camigliano
Agostino Camigliano (Segrate, 11 luglio 1994) è un calciatore italiano, difensore del Potenza.

## Caratteristiche tecniche
Difensore centrale dinamico e con un buon controllo di palla, ha dichiarato di ispirarsi al brasiliano Thiago Silva.

## Carriera
Cresciuto nel settore giovanile del Brescia, dopo un’esperienza in prestito al Seregno in giovanissima età, nel 2013 viene promosso in prima squadra; il 30 gennaio 2014 viene acquistato a titolo definitivo dall'Udinese, che lo lascia ai lombardi fino al termine della stagione. Ceduto successivamente in prestito alla Virtus Entella, con i liguri colleziona soltanto due presenze, prima di trasferirsi nel gennaio del 2015 al Cittadella.
Il 1º febbraio 2016, dopo non aver mai giocato con l'Udinese, passa a titolo temporaneo al Trapani, restando comunque ai margini della rosa. Il 27 luglio successivo, viene ceduto alla Juve Stabia; il 28 giugno 2017 passa a titolo definitivo al Cittadella, facendo così ritorno al club granata. Il 31 gennaio 2018 si trasferisce al Cosenza, con cui conquista un'inattesa promozione in Serie B. Successivamente nell'estate seguente, fa ritorno al Cittadella.
Milita nei veneti per altri 3 anni per poi trasferirsi alla Reggiana, club con cui sigla un contratto biennale il 9 luglio 2021. Il 1º settembre 2022 viene acquistato dal Cosenza; il 10 gennaio 2023, dopo aver collezionato soltanto due presenze con i calabresi, viene ceduto all'Ancona, con cui si lega fino al 2025. Il 29 agosto 2023 viene ceduto in prestito alla Pro Vercelli. Il 12 luglio 2024 il Foggia comunica sul proprio sito ufficiale di averlo acquisito a titolo definitivo.

## Statistiche

### Presenze e reti nei club
Statistiche aggiornate al 17 maggio 2025.
| Stagione          | Squadra           | Campionato        | Campionato | Campionato | Coppe nazionali | Coppe nazionali | Coppe nazionali | Coppe continentali | Coppe continentali | Coppe continentali | Altre coppe | Altre coppe | Altre coppe | Totale | Totale |
| Stagione          | Squadra           | Comp              | Pres       | Reti       | Comp            | Pres            | Reti            | Comp               | Pres               | Reti               | Comp        | Pres        | Reti        | Pres   | Reti   |
| ----------------- | ----------------- | ----------------- | ---------- | ---------- | --------------- | --------------- | --------------- | ------------------ | ------------------ | ------------------ | ----------- | ----------- | ----------- | ------ | ------ |
| 2011-2012         | Seregno           | D                 | 12         | 0          | CI-D            | 0               | 0               | -                  | -                  | -                  | -           | -           | -           | 12     | 0      |
| 2012-2013         | Brescia           | B                 | 0          | 0          | CI              | 0               | 0               | -                  | -                  | -                  | -           | -           | -           | 0      | 0      |
| 2013-2014         | Brescia           | B                 | 20         | 0          | CI              | 2               | 0               | -                  | -                  | -                  | -           | -           | -           | 22     | 0      |
| Totale Brescia    | Totale Brescia    | Totale Brescia    | 20         | 0          |                 | 2               | 0               |                    | -                  | -                  |             | -           | -           | 22     | 0      |
| 2014-gen. 2015    | Virtus Entella    | B                 | 2          | 0          | CI              | 0               | 0               | -                  | -                  | -                  | -           | -           | -           | 2      | 0      |
| gen.-giu. 2015    | Cittadella        | B                 | 8          | 0          | CI              | 0               | 0               | -                  | -                  | -                  | -           | -           | -           | 8      | 0      |
| 2015-feb. 2016    | Udinese           | A                 | 0          | 0          | CI              | 0               | 0               | -                  | -                  | -                  | -           | -           | -           | 0      | 0      |
| feb.-giu. 2016    | Trapani           | B                 | 3          | 0          | CI              | 0               | 0               | -                  | -                  | -                  | -           | -           | -           | 3      | 0      |
| 2016-2017         | Juve Stabia       | LP                | 16+2       | 0          | CI+CI-LP        | 0+1             | 0               | -                  | -                  | -                  | -           | -           | -           | 19     | 0      |
| 2017-gen. 2018    | Cittadella        | B                 | 2          | 0          | CI              | 2               | 0               | -                  | -                  | -                  | -           | -           | -           | 4      | 0      |
| gen.-giu. 2018    | Cosenza           | C                 | 7+6        | 0          | CI+CI-C         | 0+2             | 0               | -                  | -                  | -                  | -           | -           | -           | 15     | 0      |
| 2018-2019         | Cittadella        | B                 | 12+1       | 0          | CI              | 2               | 0               | -                  | -                  | -                  | -           | -           | -           | 15     | 0      |
| 2019-2020         | Cittadella        | B                 | 11+1       | 0          | CI              | 2               | 0               | -                  | -                  | -                  | -           | -           | -           | 14     | 0      |
| 2020-2021         | Cittadella        | B                 | 17+1       | 0          | CI              | 2               | 0               | -                  | -                  | -                  | -           | -           | -           | 20     | 0      |
| Totale Cittadella | Totale Cittadella | Totale Cittadella | 50+3       | 0          |                 | 8               | 0               |                    | -                  | -                  |             | -           | -           | 61     | 0      |
| 2021-2022         | Reggiana          | C                 | 26         | 0          | CI-C            | 1               | 0               | -                  | -                  | -                  | -           | -           | -           | 27     | 0      |
| 2022-gen. 2023    | Cosenza           | B                 | 2          | 0          | CI              | -               | -               | -                  | -                  | -                  | -           | -           | -           | 2      | 0      |
| Totale Cosenza    | Totale Cosenza    | Totale Cosenza    | 9+6        | 0          |                 | 2               | 0               |                    | -                  | -                  |             | -           | -           | 17     | 0      |
| gen.-giu. 2023    | Ancona            | C                 | 14+4       | 0          | CI-C            | 0               | 0               | -                  | -                  | -                  | -           | -           | -           | 18     | 0      |
| 2023-2024         | Pro Vercelli      | C                 | 34+1       | 0          | CI-C            | -               | -               | -                  | -                  | -                  | -           | -           | -           | 35     | 0      |
| 2024-2025         | Foggia            | C                 | 26+1       | 0          | CI-C            | 1               | 0               | -                  | -                  | -                  | -           | -           | -           | 28     | 0      |
| Totale carriera   | Totale carriera   | Totale carriera   | 229        | 0          |                 | 14              | 0               |                    | -                  | -                  |             | -           | -           | 244    | 0      |